# Veerapandi (Theni)
Veerapandi è una suddivisione dell'India, classificata come town panchayat, di 14.248 abitanti, situata nel distretto di Theni, nello stato federato del Tamil Nadu. In base al numero di abitanti la città rientra nella classe IV (da 10.000 a 19.999 persone).

## Geografia fisica
La città è situata a 09° 57' 52 N e 77° 27' 08 E.

## Società

### Evoluzione demografica
Al censimento del 2001 la popolazione di Veerapandi assommava a 14.248 persone, delle quali 7.433 maschi e 6.815 femmine. I bambini di età inferiore o uguale ai sei anni assommavano a 1.580, dei quali 866 maschi e 714 femmine. Infine, coloro che erano in grado di saper almeno leggere e scrivere erano 9.230, dei quali 5.543 maschi e 3.687 femmine.